# روث غريفز ويكفيلد
روث غريفز ويكفيلد (بالإنجليزية: Ruth Graves Wakefield)‏ هي مخترعة ‏ وأخصائية تغذية وناقدة طعام وسيدة أعمال ومُدرسة وطاهية أمريكية، ولدت في 17 يونيو 1903 في Walpole, Massachusetts ‏ في الولايات المتحدة، وتوفيت في 10 يناير 1977 في بليموث في الولايات المتحدة.

## وصلات خارجية
- روث غريفز ويكفيلد على موقع إن إن دي بي (الإنجليزية)